# Бервік (Мен)
Бервік (англ. Berwick) — місто (англ. town) в США, в окрузі Йорк штату Мен. Населення — 7950 осіб (2020).

## Демографія
Згідно з переписом 2010 року, у місті мешкало 7246 осіб у 2749 домогосподарствах у складі 2029 родин. Було 2934 помешкання
Расовий склад населення:
| - 96,2 % — білих - 1,3 % — азіатів - 0,5 % — чорних або афроамериканців - 0,2 % — корінних американців |

До двох чи більше рас належало 1,6 %. Частка іспаномовних становила 1,3 % від усіх жителів.
За віковим діапазоном населення розподілялося таким чином: 25,2 % — особи молодші 18 років, 63,8 % — особи у віці 18—64 років, 11,0 % — особи у віці 65 років та старші. Медіана віку мешканця становила 39,1 року. На 100 осіб жіночої статі у місті припадало 97,7 чоловіків;  на 100 жінок у віці від 18 років та старших — 95,9 чоловіків також старших 18 років.
Середній дохід на одне домашнє господарство  становив 81 160 доларів США (медіана — 72 731), а середній дохід на одну сім'ю — 89 224 долари (медіана — 81 125). Медіана доходів становила 52 315 доларів для чоловіків та 45 301 долар для жінок. За межею бідності перебувало 5,1 % осіб, у тому числі 7,0 % дітей у віці до 18 років та 1,7 % осіб у віці 65 років та старших.
Цивільне працевлаштоване населення становило 4180 осіб. Основні галузі зайнятості: освіта, охорона здоров'я та соціальна допомога — 26,7 %, виробництво — 17,8 %, роздрібна торгівля — 11,8 %, науковці, спеціалісти, менеджери — 10,0 %.